# Adi Nowak
Adi Nowak, właśc. Adrian Piotr Nowak (ur. 29 maja 1994 w Poznaniu) – polski raper.

## Kariera muzyczna
Zadebiutował w 2016 roku, publikując EP-kę Nienajprawdziwsze. Projekt podziemnego rapera spotkał się z bardzo pozytywnym odbiorem, co zaowocowało podpisaniem kontraktu z Asfalt Records. W 2017 roku ukazał się pierwszy długogrający album rapera – Vafle ryżowe. W tym samym roku we współpracy z producentem barvinsky, wydał album Ćvir, promowany singlami „Drap, masuj, miziaj" z gościnnym udziałem Zuzanny Niedzielskiej, „Zohan", oraz „Mortimer". Ten ostatni został nagrodzony złotą płytą.
W 2018 roku Adi Nowak wydał album Kosh, na którym znalazły się m.in. dwa platynowe single, „Songi i fotki" oraz „Placebo" z gościnnym udziałem raperki Dziarmy. 
8 maja 2020 roku dołączył do wytwórni muzycznej SBM Label, ogłaszając to poprzez publikację zwrotki nagranej w ramach akcji #hot16challenge2. 29 maja, w dniu swoich 26 urodzin, raper wydał minialbum Nienajseksowniejsze.
Raper uczestniczył w nagraniach projektów Hotel Maffija (platynowa płyta), Hotel Maffija 2 (diamentowa płyta) oraz Hotel Maffija 3 (podwójna platynowa płyta). Na albumach z serii Hotel Maffija, Nowak współpracował z artystami takimi jak Lanek, Mata, Bedoes 2115, Kacperczyk, Fukaj, Kinny Zimmer, Janusz Walczuk czy Nypel.
We współpracy z raperką Mei Bee powstał utwór „ABCDEF<ck", promujący film Pokolenie Ikea, w którym Adi Nowak zagrał także rolę gościnną. Utwór ten miał swoją premierę 27 lutego 2023 roku. 
Ostatnim dotychczasowym albumem wydanym przez Adiego Nowaka jest Ognisko Niedomowe, wydane 12 listopada 2021 roku. Na albumie gościnnie udzielili się m.in. Czesław Mozil, Piotr Reiss, Kękę, Donguralesko, Solar, Białas oraz White 2115. W późniejszym czasie raper odszedł z SBM Label i własnym sumptem opublikował m.in. single „Mindblow", „Zbrodnia", „Zwała", „8 kółek", „Rentgen" z gościnnym udziałem Sebastiana Fabijańskiego oraz „Oppenheimer".

## Życie prywatne
Pochodzi z dysfunkcyjnej rodziny, w której na porządku dziennym było stosowanie przemocy oraz alkoholizm i nikotynizm, co stało się inspiracją do nagrania albumu Ognisko Niedomowe, a także było kilkukrotnie wspominane w tekstach artysty na wcześniejszych projektach, np. w utworze „Elon Mózg" z albumu Vafle Ryżowe. Raper na temat przeszłości wielokrotnie również wypowiadał się w mediach społecznościowych oraz w wywiadach, nagłaśniając skalę problemu.
Korzysta z substancji psychoaktywnych. Aktywnie wspiera inicjatywy takie jak Marsz wyzwolenia konopi.
1 stycznia 2022 podczas rutynowej kontroli policyjnej zatrzymano rapera. Posiadał on przy sobie 1,36 grama MDMA, za co zostały postawione mu zarzuty na podstawie ustawy o przeciwdziałaniu narkomanii. Podczas pierwszej rozprawy artysta odpowiedział na postawione mu zarzuty wcześniej napisanym wierszem. 14 lutego 2023 roku został prawomocnie skazany i ukarany grzywną. Na podstawie tego doświadczenia oraz wyjaśnień jakie złożył przed sądem, powstał singiel „Wyjaśnienia 1,36 grama MDMA".
4 marca 2024 poinformował publicznie o zarażeniu wirusem HPV, nawołując jednocześnie do bezpiecznych kontaktów seksualnych oraz regularnego badania się.
Mieszka w Gdyni.

## Dyskografia

### Albumy studyjne
| Rok                                                    | Album                                                                     | Pozycja na liście |
| Rok                                                    | Album                                                                     | POL               |
| ------------------------------------------------------ | ------------------------------------------------------------------------- | ----------------- |
| 2017                                                   | Vafle ryżowe - Data: 28 kwietnia 2017 - Wydawca: Asfalt Records           | 49                |
| 2017                                                   | Ćvir (oraz barvinsky) - Data: 10 listopada 2017 - Wydawca: Asfalt Records | 16                |
| 2018                                                   | Kosh - Data: 28 września 2018 - Wydawca: Asfalt Records                   | 17                |
| 2021                                                   | Ognisko niedomowe - Data: 12 listopada 2021 - Wydawca: SBM Label          | 12                |
| „–” oznacza, że album nie był notowany na danej liście |                                                                           |                   |

### Minialbumy
| Rok                                                        | Minialbum                                                     | Pozycja na liście |
| Rok                                                        | Minialbum                                                     | POL               |
| ---------------------------------------------------------- | ------------------------------------------------------------- | ----------------- |
| 2016                                                       | Nienajprawdziwsze - Data: 24 marca 2016 - Wydawca: nielegal   | –                 |
| 2020                                                       | Nienajseksowniejsze - Data: 29 maja 2020 - Wydawca: SBM Label | –                 |
| „–” oznacza, że minialbum nie był notowany na danej liście |                                                               |                   |

### Single
Jako główny artysta
| Rok  | Tytuł                                                  | Certyfikat              | Album |
| ---- | ------------------------------------------------------ | ----------------------- | ----- |
| 2017 | „Drap, masuj, miziaj” (gościnnie: Zuzanna Niedzielska) |                         | Ćvir  |
| 2017 | „Zohan”                                                |                         | Ćvir  |
| 2017 | „Mortimer” (oraz barvinsky)                            | - ZPAV: złota płyta     | Ćvir  |
| 2018 | „Muah”                                                 |                         | Kosh  |
| 2018 | „Ultrafiolet”                                          |                         | Kosh  |
| 2018 | „Placebo” (gościnnie: Dziarma)                         | - ZPAV: platynowa płyta | Kosh  |
| 2018 | „Luka”                                                 |                         | Kosh  |
| 2018 | „Kosh”                                                 |                         | Kosh  |
| 2018 | „Like me”                                              |                         | Kosh  |
| 2018 | „Songi i fotki”                                        | - ZPAV: platynowa płyta | Kosh  |
| 2019 | „Hello Win!”                                           |                         |       |

Jako członek SB Maffija
| Rok  | Tytuł                                                                  | Certyfikat                 | Album           |
| ---- | ---------------------------------------------------------------------- | -------------------------- | --------------- |
| 2020 | „Hotel Maffija” (jako członek SB Maffija)                              | - ZPAV: 2× platynowa płyta | Hotel Maffija   |
| 2020 | „A nie pamiętasz jak?” (jako członek SB Maffija)                       | - ZPAV: 4× platynowa płyta | Hotel Maffija   |
| 2020 | „Biorę się w garść” (jako członek SB Maffija)                          | - ZPAV: złota płyta        | Hotel Maffija   |
| 2020 | „Nie ma raju bez węża” (jako członek SB Maffija)                       | - ZPAV: złota płyta        | Hotel Maffija   |
| 2022 | „Parapetówa” (jako członek SB Maffija)                                 | - ZPAV: 2× platynowa płyta | Hotel Maffija 2 |
| 2022 | „Za karę” (jako członek SB Maffija)                                    | - ZPAV: platynowa płyta    | Hotel Maffija 2 |
| 2022 | „Wroobel daj to głośniej” (jako członek SB Maffija; gośc. Kacperczyk)  | - ZPAV: złota płyta        | Hotel Maffija 2 |
| 2022 | „Postanowienia noworoczne” (jako członek SB Maffija; gośc. Kacperczyk) | - ZPAV: złota płyta        | Hotel Maffija 2 |

### Inne certyfikowane utwory
| Rok  | Tytuł                                    | Certyfikat          | Album                  |
| ---- | ---------------------------------------- | ------------------- | ---------------------- |
| 2020 | „Co ty na to?” (jako członek SB Maffija) | - ZPAV: złota płyta | Maffija jest na zawsze |

## Teledyski
| Rok      | Tytuł                                                  | Reżyseria / realizacja      | Album        | Źródło |
| -------- | ------------------------------------------------------ | --------------------------- | ------------ | ------ |
| 2017     | „Zohan”                                                | barvinsky                   | Ćvir         | [ 48 ] |
| 2017     | „Drap, masuj, miziaj” (gościnnie: Zuzanna Niedzielska) | barvinsky                   | Ćvir         | [ 49 ] |
| 2017     | „Mortimer” (gościnnie: Dianka)                         | barvinsky                   | Ćvir         | [ 50 ] |
| 2017     | „Wielokropek”                                          | SVM                         | Vafle ryżowe | [ 51 ] |
| 2017     | „Sen Intro.”                                           |                             | Vafle ryżowe | [ 52 ] |
| 2017     | „Kalesony”                                             | barvinsky, Karol Szczygieł  | Vafle ryżowe | [ 53 ] |
| 2018     | „Ultrafiolet”                                          | Jakub Jakubik               | Kosh         | [ 54 ] |
| 2018     | „Placebo” (gościnnie: Dziarma)                         | Michał Pańszczyk            | Kosh         | [ 55 ] |
| 2018     | „Kosh”                                                 |                             | Kosh         | [ 56 ] |
| 2018     | „Songi i fotki”                                        | Venuste Video               | Kosh         | [ 57 ] |
| 2018     | „Like me”                                              | Venuste Video               | Kosh         | [ 58 ] |
| 2018     | „Jan pływak”                                           | Brofilm                     | Kosh         | [ 59 ] |
| 2019     | „Słój na pety”                                         | Przemysław Emski, Adi Nowak |              | [ 60 ] |
| 2019     | „Hello Win!”                                           | Przemysław Emski            |              | [ 61 ] |
| Gościnne |                                                        |                             |              |        |
| 2017     | „Nie rób już scen” – Szulinio (gościnnie: Adi Nowak)   | KOOZA                       |              | [ 62 ] |

## Filmografia

### Filmy
| Rok  | Tytuł          | Rola  | Dodatkowe informacje |
| ---- | -------------- | ----- | -------------------- |
| 2023 | Pokolenie Ikea | raper |                      |